# Lasse, Maine-et-Loire

Lasse este o comună în departamentul Maine-et-Loire, Franța. În 2009 avea o populație de 271 de locuitori.